# Говядина

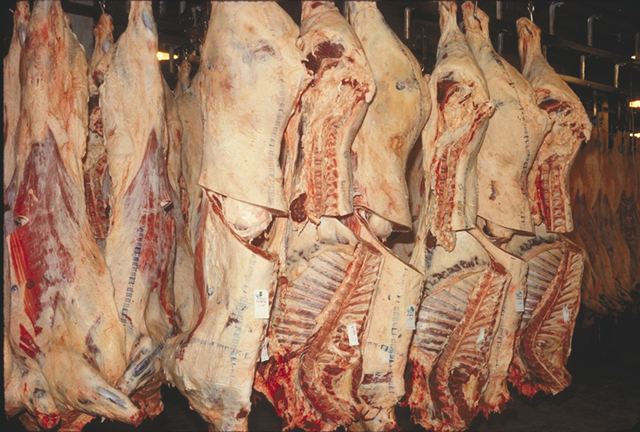
Говяжьи туши

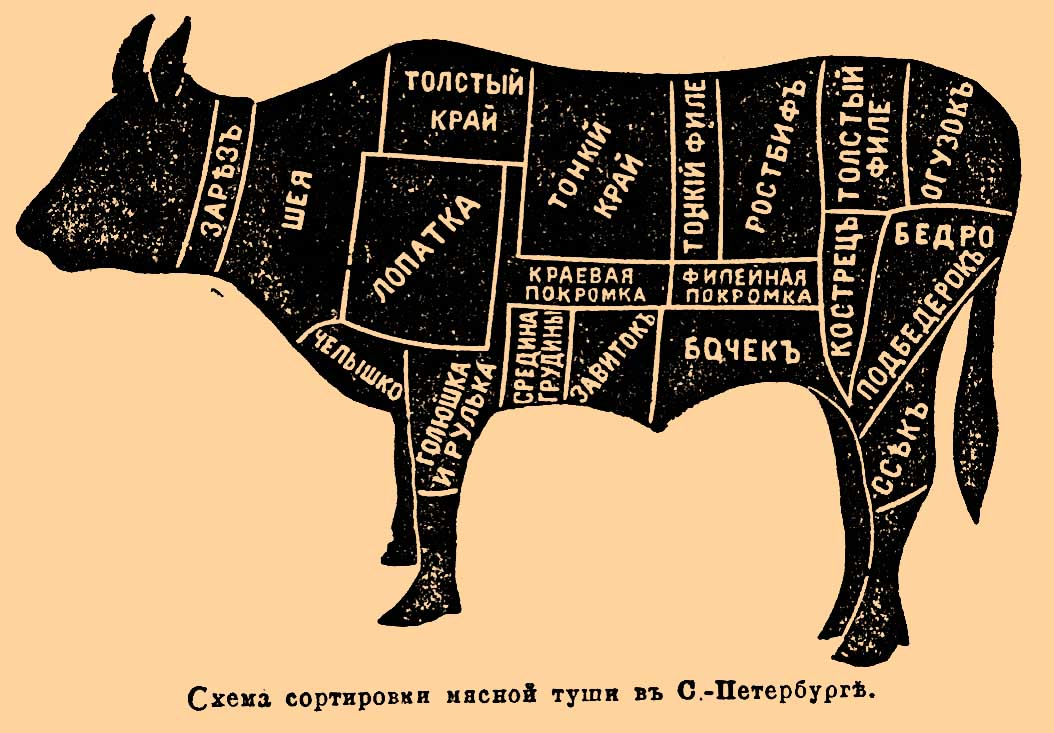
Схема разделки (иллюстрация конца XIX века)

Говя́дина, говяжье мясо — мясо домашних коров, быков и волов (подсемейства Бычьи). Мясо молодняка называется телятина. В западноевропейской кулинарии строго различают мясо коров, быков и волов. В России это общее понятие. Люди ели говядину с доисторических времен. Говядина является источником высококачественного белка и питательных веществ.
Слово «говядина» образовано от утраченного ныне древнерусского «говѧдо», означавшего «крупный рогатый скот».

## Разделка
Из различных частей туши получается разная по кулинарным свойствам говядина. На отдельные части туша разделывается при первичной обработке.
Говядина — популярный мясной продукт, широко используемый в кухне многих стран мира.
По возрасту мясо крупного рогатого скота делят на:
1. Говядину от взрослого скота
2. Говядину от коров-первотёлок
3. Мясо молодняка (телятину)

## Религиозные и культурные запреты
Употребление говядины табуировано в некоторых культурах, в частности в индуизме.
По свидетельствам некоторых историков, в допетровской Руси существовал запрет на употребление телятины.

## Питание и здоровье
Говядина содержит питательные вещества, является ценным источником белка, содержит витамины группы B, необходимые для организма. Говядина употребляется в жареном, варёном, тушёном, копчёном виде, входит в состав многих блюд, идёт на изготовление фарша и других мясных полуфабрикатов. Из неё готовят бульоны и супы.